# Alfredo Morelos
Alfredo José Morelos Aviléz (ur. 21 czerwca 1996 w Cereté) – kolumbijski piłkarz, występujący na pozycji napastnika w szkockim klubie Rangers F.C., oraz w reprezentacji Kolumbii.
Morelos rozpoczął swoją karierę seniorską w kolumbijskim klubie Independiente Medellín, po czym przeniósł się do Finlandii, gdzie grał w HJK Helsinki. W lipcu 2017 roku przeszedł do Rangers FC za kwotę 1 miliona euro (kwota odstępnego – 1,20 mln euro).